# Caulibugula ciliatoidea
Caulibugula ciliatoidea is een mosdiertjessoort uit de familie van de Bugulidae. De wetenschappelijke naam van de soort is voor het eerst geldig gepubliceerd in 1990 door Liu.